# 塞勒姆 (印地安納州亞當斯縣)
塞勒姆（英語：Salem）是位於美國印地安納州亞當斯縣的一個非建制地區。該地的面積和人口皆未知。

## 地理
塞勒姆的座標為40°43′01″N 84°51′12″W / 40.71694°N 84.85333°W，而該地的平均海拔高度為251米（即823英尺）。